# Persema Malang
Il Persatuan Sepak Bola Malang, nota semplicemente come Persema Malang, è una società calcistica indonesiana con sede nella città di Malang e milita nella Nusantara League, terza divisione del campionato indonesiano. Il campo di gioco è lo Stadion Gajayana.

## Storia
Il club è stato istituito ufficialmente nel 1953, con un finanziamento dal bilancio comunale di Malang. Ha partecipato all'Indonesia Super League fino a gennaio 2011. Il soprannome della squadra è "Laskar Ken Arok", mentre lo stadio di casa è lo Stadion Gajayana
La squadra non ha mai vinto un trofeo durante la sua permanenza in Indonesia Super League, per lo più si trova spesso nella seconda metà della parte inferiore della classifica. La squadra è stata retrocessa in Indonesia Division One (terza divisione) nel 2003. Tuttavia, dopo due stagioni, ritornano al campionato di secondo livello, fino a riguadagnare la promozione in ISL nel 2008, per poi ricominciare dal 3° gradino del campionato indonesiano, la Liga Nusantara.
La squadra è popolare per aver comprato giocatori europei come Irfan Bachdim e Kim Jeffrey Kurniawan. L'allenatore è il tedesco Timo Scheunemann, nato e cresciuto in Indonesia ed è diventato una figura paterna in Indonesia per Bachdim e Kurniawan. La sua capacità di parlare indonesiano e giavanese lo rende popolare tra i giornalisti locali.

## Palmarès

### Altri piazzamenti
- Liga Primer Indonesia:

Secondo posto: 2011